# Rock Band Track Pack Volume 1
Rock Band Track Pack Volume 1 è un'espansione per vari videogiochi della serie Rock Band, sviluppata da Harmonix Music Systems e pubblicata da MTV Games nella seconda metà del 2008 per PlayStation 2 e Wii.

## Modalità di gioco
Propone delle canzoni aggiuntive per le utenze delle console PlayStation 2 e Wii in quanto le rispettive edizioni dei due Rock Band pubblicati non supportava la possibilità di scaricare canzoni aggiuntive. Le canzoni sono suddivise in gruppi come nei capitoli della serie principale.
L'espansione è compatibile con gli strumenti dei capitoli della serie principale. La versione Wii non supporta gli strumenti di Guitar Hero World Tour.

## Tracce
Le canzoni sono 20 e sono tutte in versione originale. Qua di seguito la tracklist completa:
- All the Small Things - blink-182
- Buddy Holly - Weezer
- Calling Dr. Love - Kiss
- Crushcrushcrush - Paramore
- Die, All Right! - The Hives
- Gimme Three Steps - Lynyrd Skynyrd
- Interstate Love Song - Stone Temple Pilots
- Joker & the Thief - Wolfmother
- Little Sister - Queens of the Stone Age
- Live Forever - Oasis
- March of the Pigs - Nine Inch Nails
- Moonage Daydream - David Bowie
- More than A Feeling - Boston
- Move Along - The All-American Reject
- Siva - Smashing Pumpkins
- Synchronicity II - The Police
- Teenage Lobotomy - Ramones
- The Kill - Thirty Seconds to Mars
- Truckin' - Grateful Dead
- We Care a Lot - Faith No More